# Mount Hood Village
Mount Hood Village és una concentració de població designada pel cens dels Estats Units a l'estat d'Oregon. Segons el cens del 2000 tenia 3.306 habitants.

## Demografia
Segons el cens del 2000, Mount Hood Village tenia 3306 habitants, 1320 habitatges, i 872 famílies. La densitat de població era de 186,3 habitants per km².
Dels 1320 habitatges en un 29,5% hi vivien nens de menys de 18 anys, en un 55,8% hi vivien parelles casades, en un 6,1% dones solteres, i en un 33,9% no eren unitats familiars. En el 24,6% dels habitatges hi vivien persones soles el 6,7% de les quals corresponia a persones de 65 anys o més que vivien soles. El nombre mitjà de persones vivint en cada habitatge era de 2,46 i el nombre mitjà de persones que vivien en cada família era de 2,95.
Per edats la població es repartia de la següent manera: un 24,5% tenia menys de 18 anys, un 7,1% entre 18 i 24, un 29,2% entre 25 i 44, un 28,5% de 45 a 60 i un 10,7% 65 anys o més.
L'edat mediana era de 40 anys. Per cada 100 dones de 18 o més anys hi havia 109,1 homes.
La renda mediana per habitatge era de 51.031 $ i la renda mediana per família de 59.458 $. Els homes tenien una renda mediana de 42.961 $ mentre que les dones 28.372 $. La renda per capita de la població era de 24.604 $. Aproximadament el 3,9% de les famílies i el 6,4% de la població estaven per davall del llindar de pobresa.

## Poblacions més properes
El següent diagrama mostra les poblacions més properes.